# Straškov-Vodochody
Straškov-Vodochody é uma comuna checa localizada na região de Ústí nad Labem, distrito de Litoměřice.